# Strategic Resources Group
Die Strategic Resources Group (SRG) war eine Holding-Gesellschaft für das private Sicherheits- und Militärunternehmen Executive Outcomes. Das Unternehmen hatte einen Abteilung in Südafrika (Pretoria) und eine im Vereinigten Königreich (UK), die wiederum selbst Beteiligungen in mehreren afrikanischen Ländern an weiteren Unternehmen hielten. Obwohl von Seite der Beteiligten immer abgestritten wurde, dass die Unternehmen eine engere Beziehung zueinander hätten, arbeiteten sie doch eng zusammen. Teilweise handelte es sich auch um rechtlich unabhängige Unternehmen, mit ihrem Sitz in verschiedenen Steuerparadiesen, die jedoch dieselbe Büroadresse und Telefonnummer in London und eine sehr ähnliche personelle Besetzung im Vorstand hatten.
Executives-Outcomes Einsätze griffen oft auf die Dienste des Lufttransportunternehmens Ibis Air zurück, ebenso wie auf die medizinischen Notfallkapazitäten von RANGOL Medical. Obwohl immer abgestritten, wird ein Zusammenhang dazu angenommen, dass in Minen und ähnlichem die erst von Executive Outcomes für einen Auftraggeber besetzt wurden, kurz danach die Minenunternehmen der SRG eine Konzession erhielten. Zeitweise hatte das Konglomerat Schürfrechte für Gold, Diamanten und anderen mineralische Rohstoffe in sechs afrikanischen Ländern, allein die Diamantenkonzession wurden auf einen Wert von 3 Mrd. USD geschätzt.
Ebenso stellte sich mehrfach heraus, dass bei Einsätzen, zu denen Sandline International, auch ein zur Holding gehörendes Militärunternehmen, verpflichtet wurde, diese Executive Outcomes als Subunternehmer anheuerten und faktisch als deren Truppen auf dem Boden kämpften.

## Unternehmensnetz Südafrika
Zum SRG-Unternehmensnetz Südafrika gehörten:
- Executive Outcomes
- Cross Swords Holdings (Pty) Ltd
- OPM Support systems (Verbrechensaufklärung und nachrichtendienstliche Tätigkeiten)
- Saracen (Sicherheitsunternehmen – Angola/Uganda/Südafrika)
- Ibis Air/Ibis Ltd (Lufttransport)
- Capricorn Systems – 50 %
- Branch Mining Ltd (Angola – 40 %)
- Trans Africa Logistics (Pty) Ltd – 100 % (Logistik)
- RANGOL Medical (Pty) Ltd & Stuart Mills (Medizinische Versorgung)
- Military Technical Services (MTS) (Militärische Logistik)
- Gemini Video Productions (Musik & Video)
- Shibata Ltd – 60 %
- Advanced Systems Communication Ltd (Telekommunikation)
- New Africa Informatics (Pty) Ltd
- Livingstone Tourists (Tourismus)
- The Explorer (Reise & Tourismus)
- Steelpact & Falconer Systems (Ausrüstung)
- Aquanova Ltd – 33,3 % (Sambia, Expeditionsausrüstungen)

## UK
Zum SRG-Unternehmensnetz UK gehörten:
- Ranger Oil (Öl)
- Premier Consolidated
- Heritage Oil (Öl)
- Branch Energy (Öl und Gas)
- Branch Minerals (Mineralien)
- Branch International
- DiamondWorks (Diamanten)
- Ibis Air International (Luftcharter)
- Capricorn Systems Ltd
- Sandline International (Privates Sicherheits- und Militärunternehmen)
- Hansard International
- Grunberg Management
- Plaza 107 Ltd